# Puerto del Escudo
El puerto del Escudo es un puerto de montaña español a 1011 metros de altitud situado en el valle de Luena, al este de la sierra del Escudo, en la comunidad autónoma de Cantabria y muy cerca del límite de esta comunidad con la provincia de Burgos (Castilla y León). Es la principal vía de comunicación entre Cantabria y el norte de la provincia de Burgos. En él nace el río Magdalena o Luena, afluente del río Pas.

## Características

Pirámide de los Italianos y al, al fondo a la izquierda, el embalse del Ebro visto desde el puerto del Escudo.

Desde antiguo este paso ha sido una de las principales vías de acceso desde la costa a la Meseta atravesando la cordillera Cantábrica. Actualmente discurre por él la carretera N-623, conocida por sus fuertes rampas en su vertiente cántabra, que pueden llegar hasta el 15 %, y por la dificultad para el tránsito de los vehículos pesados. Esta característica y su altitud hacen que durante las nevadas de los meses invernales se cierre este acceso con relativa frecuencia. Los municipios afectados han venido reclamando reiteradamente a las administraciones públicas la construcción de un túnel que facilite el paso entre ambas vertientes.
Este puerto es bastante peligroso y en los últimos años se han producido en él varios accidentes mortales de tráfico, siendo considerado por la DGT como uno de los tramos más negros de las carreteras de Cantabria y uno de los puertos de montaña más peligrosos del norte de España. Antaño era un puerto con mucho tráfico, pues junto con el puerto de Hoces de Bárcena era el principal acceso desde Cantabria a la Meseta y a Madrid. No obstante tras la construcción de la autovía de la Meseta, finalizada en el año 2009, el tráfico se ha reducido considerablemente así como su índice de siniestralidad, especialmente para el de transporte de mercancías.
Aun así, el puerto sigue siendo la principal vía de acceso entre el norte de la provincia de Burgos y la zona de los valles de Luena y Toranzo en Cantabria.
Según se asciende por el lado cántabro en el flanco derecho de la carretera se pueden observar importantes deslizamientos de ladera de entre uno y dos kilómetros de longitud. Estos movimientos de flujo están producidos por el carácter inestable de materiales morrénicos, que son restos de la actividad glaciar que se desarrolló durante el Cuaternario entre los mil y dos mil metros de altitud.

## Historia

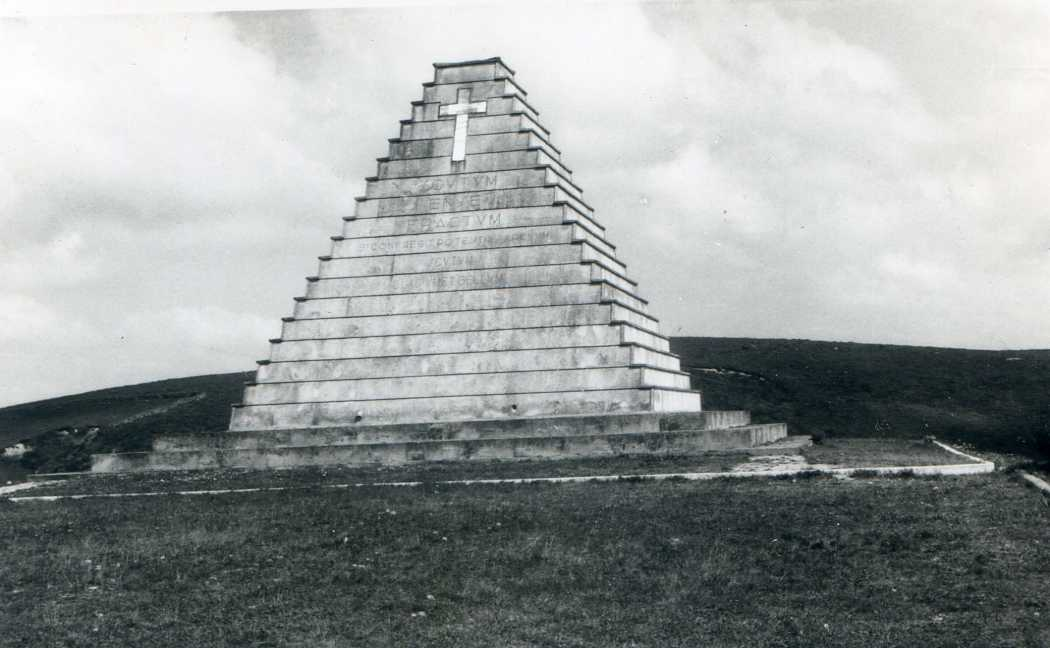
Pirámide de los Italianos, en el puerto del Escudo.

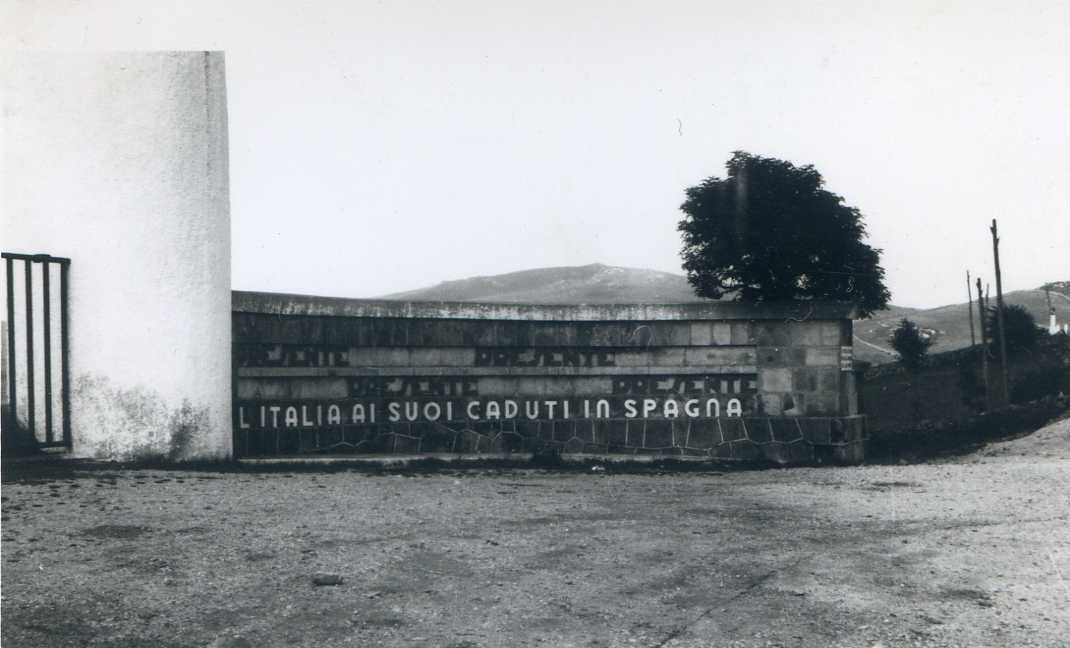
Entrada al monumento del cementerio de italianos del puerto del Escudo, fotografiado en 1967.

Debido a su valor estratégico, en la proximidades del puerto han tenido lugar significativas acciones militares, la más importante de ellas durante la contienda civil, en la que un importante frente republicano de 22 batallones estuvo apostado en las alturas del Escudo para impedir el paso a Cantabria del bando sublevado. Tras la caída de Bilbao y de su Cinturón de Hierro y durante la batalla de Santander, fuerzas sublevadas apoyadas por tres divisiones italianas capturan la posición el 17 de agosto de 1937 permitiendo el avance hacia Santander, que es tomada el día 26 de ese mismo mes. En sus proximidades se construyó un cementerio militar con una gran pirámide escalonada, la Pirámide de los italianos, en cuyo interior reposaron en osarios los cuerpos de los soldados italianos muertos.